# Nitijeļā
Nitijeļā – jednoizbowy parlament Wysp Marshalla. Składa się z 33 senatorów wybieranych na czteroletnią kadencję w 24 okręgach wyborczych.
Jego obecnym przewodniczącym jest Brenson Wase (od 3 stycznia 2024).